# Thomas Anders ...sings Modern Talking
Thomas Anders ...sings Modern Talking – projekt muzyczny Thomasa Andersa i Christiana Gellera polegający na rekonstrukcji  sześciu pierwszych albumów zespołu Modern Talking przez Thomasa Andersa solo.

Zdjęcie z projektu Thomas Anders ...sings Modern Talking

## Historia
Pod koniec 2024 roku Thomas Anders, z okazji 40-lecia powstania Modern Talking zapowiedział rekonstrukcję pierwszych sześciu albumów zespołu przy współpracy z Gellerem w 2025 roku. Dodatkowo, w każdym albumie znajdują się dwa premierowe utwory, a do jednego z nich nagrywany jest teledysk. Każdy album zapowiadany jest przez co najmniej 3 single (2 najsłynniejsze utwory z albumu; jeden nowy utwór, do którego nagrano teledysk; ewentualnie maxi-singiel). Wszystkie albumy i single wydawane są w piątki. Na okładkach albumów oraz niektórych singli znajduje się Thomas Anders z lat 1984 - 1987 oraz Thomas Anders w 2025 roku. Wydawnictwem serii Thomas Anders...sings Modern Talking jest Stars by Edel, a producentem utworów — Christian Geller.
Są dostępne w wersjach: 
- 3 x CD (Thomas' Version, In The Mix, Instrumental),
- 2 x LP (Thomas' Version, In The Mix),
- 24 x digital (12 x Thomas' Version, 12 x In The Mix),
- 2 x CD (Thomas' Version, In The Mix),

ewentualnie:
- 4 x CD (Thomas' Version, In The Mix, Instrumental, Limited Maxi-Single),
- 2 x LP + 1 x 12'' (Thomas' Version, In The Mix, Limited Maxi-Single)[1].

## Albumy, single i teledyski
Na podstawie Discogs.

### Albumy
| Tytuł                                            | Data                 |
| ------------------------------------------------ | -------------------- |
| … Sings Modern Talking: The 1st Album            | 7 marca 2025         |
| … Sings Modern Talking: Let’s Talk About Love    | 2 maja 2025          |
| … Sings Modern Talking: Ready For Romance        | 20 czerwca 2025      |
| … Sings Modern Talking: In The Middle Of Nowhere | 8 sierpnia 2025      |
| … Sings Modern Talking: Romantic Warriors        | 17 października 2025 |
| … Sings Modern Talking: In The Garden Of Venus   | 14 listopada 2025    |

### Single
| Tytuł                                                                                    | Data             |
| ---------------------------------------------------------------------------------------- | ---------------- |
| You’re My Heart, You’re My Soul (Thomas’ Version)                                        | 10 stycznia 2025 |
| There's Too Much Blue In Missing You (Thomas’ Version)                                   | 14 lutego 2025   |
| Don't Fly Too High                                                                       | 14 marca 2025    |
| Cheri Cheri Lady (Thomas’ Version)                                                       | 28 marca 2025    |
| With A Little Love (Thomas’ Version)                                                     | 18 kwietnia 2025 |
| Don't Break My Soul                                                                      | 2 maja 2025      |
| Don't Fly Too High / Don't Break My Soul (Long Versions)                                 | 2 maja 2025      |
| Brother Louie (Thomas’ Version)                                                          | 23 maja 2025     |
| Atlantis Is Calling (S.O.S. For Love) (Thomas’ Version)                                  | 6 czerwca 2025   |
| Midnight Lover                                                                           | 20 czerwca 2025  |
| Brother Louie / Atlantis Is Calling (S.O.S. For Love) (Thomas’ Versions - Long Versions) | 20 czerwca 2025  |
| Geronimo's Cadillac (Thomas’ Version)                                                    | 11 lipca 2025    |
| Lonely Tears In Chinatown (Thomas’ Version)                                              | 25 lipca 2025    |
| Cherokee Highway                                                                         | 8 sierpnia 2025  |
| Geronimo's Cadillac / Cherokee Highway (Long Versions)                                   | 8 sierpnia 2025  |

### Teledyski
| Tytuł               | Data            |
| ------------------- | --------------- |
| Don't Fly Too High  | 14 marca 2025   |
| Don't Break My Soul | 2 maja 2025     |
| Midnight Lover      | 20 czerwca 2025 |
| Cherokee Highway    | 8 sierpnia 2025 |